# Boeing MQ-25 Stingray
Le Boeing MQ-25 Stingray est un futur drone ravitailleur de l’United States Navy conçu par Boeing.

## Historique
En 2013, la marine des États-Unis lance le programme Unmanned Carrier-Launched Airborne Surveillance and Strike (CBAR) visant à avoir des drones de combat furtifs embarqués sur ses porte-avions.
En 2016, la marine annonce un changement d'objectif et assigne à ses drones un rôle de ravitaillement en vol et de surveillance/reconnaissance au sein du  groupe aérien d'un porte-avions américain. Le programme est nommé Carrier Based Aerial Refueling System (CBARS), le drone recevant plus tard la dénomination MQ-25A « Stingray ».
Chaque porte-avions devra pouvoir embarquer une dizaine de drones pour ces missions, en complément puis remplacement des avions de combat F/A-18 Super Hornet utilisés dans ce rôle. Les premiers devant entrer en service en 2022 ou 2023.
Le 13 avril 2016, la mise en place d'un centre de commandement spécialement destiné aux drones est terminé sur le USS Carl Vinson (CVN-70). Il s'agit du premier porte-avions au monde à en mettre un en œuvre. Le reste des porte-avions américains en sera équipé d'ici 2022.

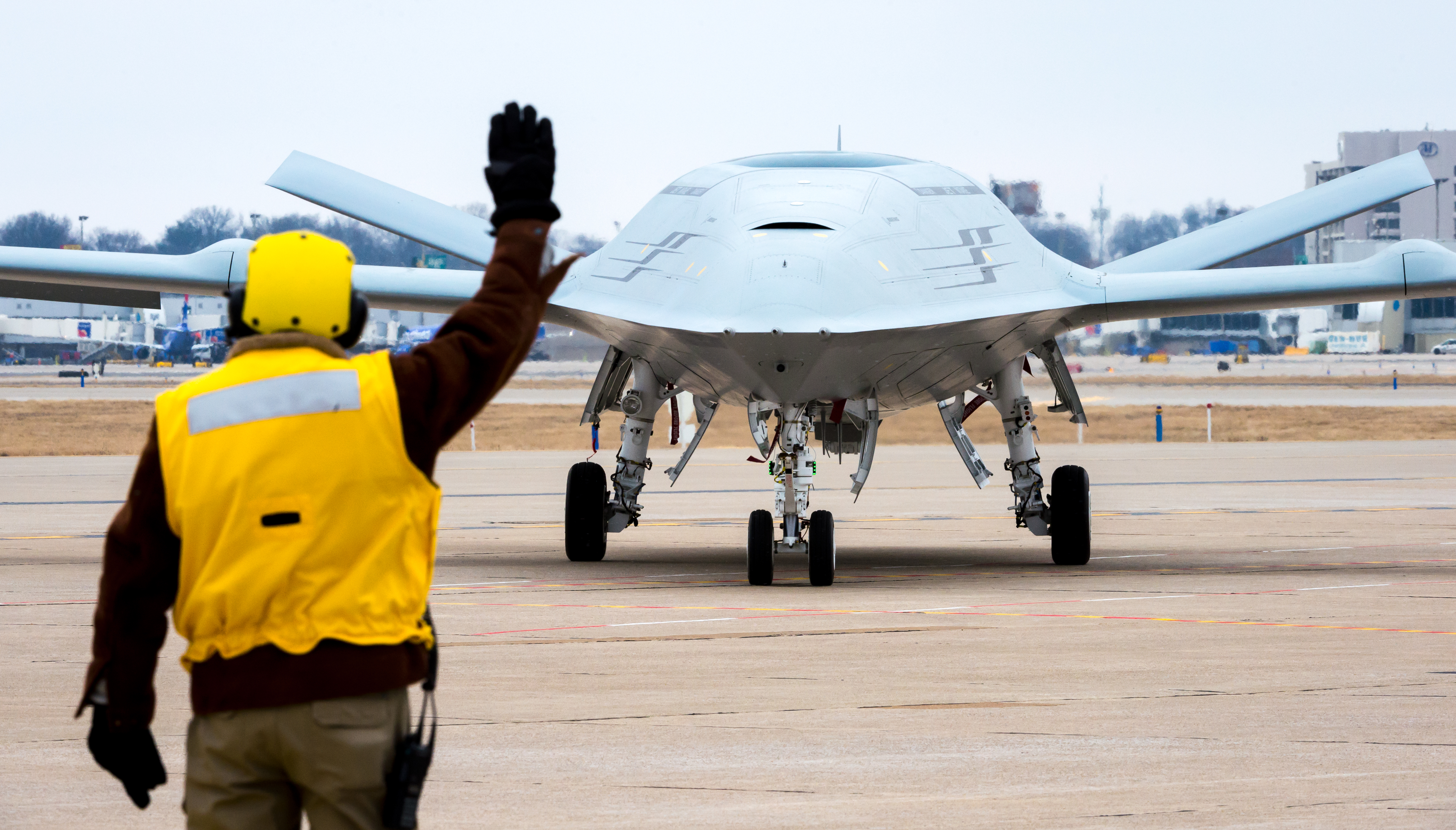
Un prototype MQ-25 en 2018.

Boeing, Northrop Grumman, Lockheed-Martin et General Atomics (en partenariat avec Boeing Autonomous Systems) proposèrent au départ leur concept. Celui de General Atomics est une version de son Avenger, Lockheed Martin présente le Sea Ghost, un concept basé sur le RQ-170 Sentinel. Donné favori, Northrop Grumman jeta l’éponge en novembre 2017. 
Le 30 août 2018, le département de la Défense des États-Unis attribue un contrat d’une valeur de 805 millions de dollars américains à Boeing pour développer le MQ-25A « Stingray ». 
Le premier prototype effectue son premier vol le 19 septembre 2019.
Boeing devra concevoir, développer, fabriquer, tester, livrer et entretenir quatre MQ-25A, dont les premiers vols sont prévus en 2021, afin de fournir une capacité initiale à la marine américaine d’ici août 2024. 
Si le programme se déroule conformément aux attentes, une commande de 72 appareils sera passée, pour un montant évalué à 13 milliards de dollars.

## Caractéristiques
Imaginé par la division Phantom Works de Boeing, le concept retenu s’appuie sur un appareil doté d’un empennage en V d'une  envergure relativement imposante, 
La furtivité n’a pas été un critère déterminant, contrairement, a priori, à la possibilité de lui intégrer, à l’avenir, d’autres capacités, notamment ISR (renseignement, surveillance, reconnaissance) lui permettant d'opérer en guerre en réseau.
Le MQ-25A devra être en mesure de fournir près de 7 000 litres de carburant (environ 6,1 tonnes) à 500 milles marins (920 km environ) du porte-avions qui lui servira de base.

## Développement

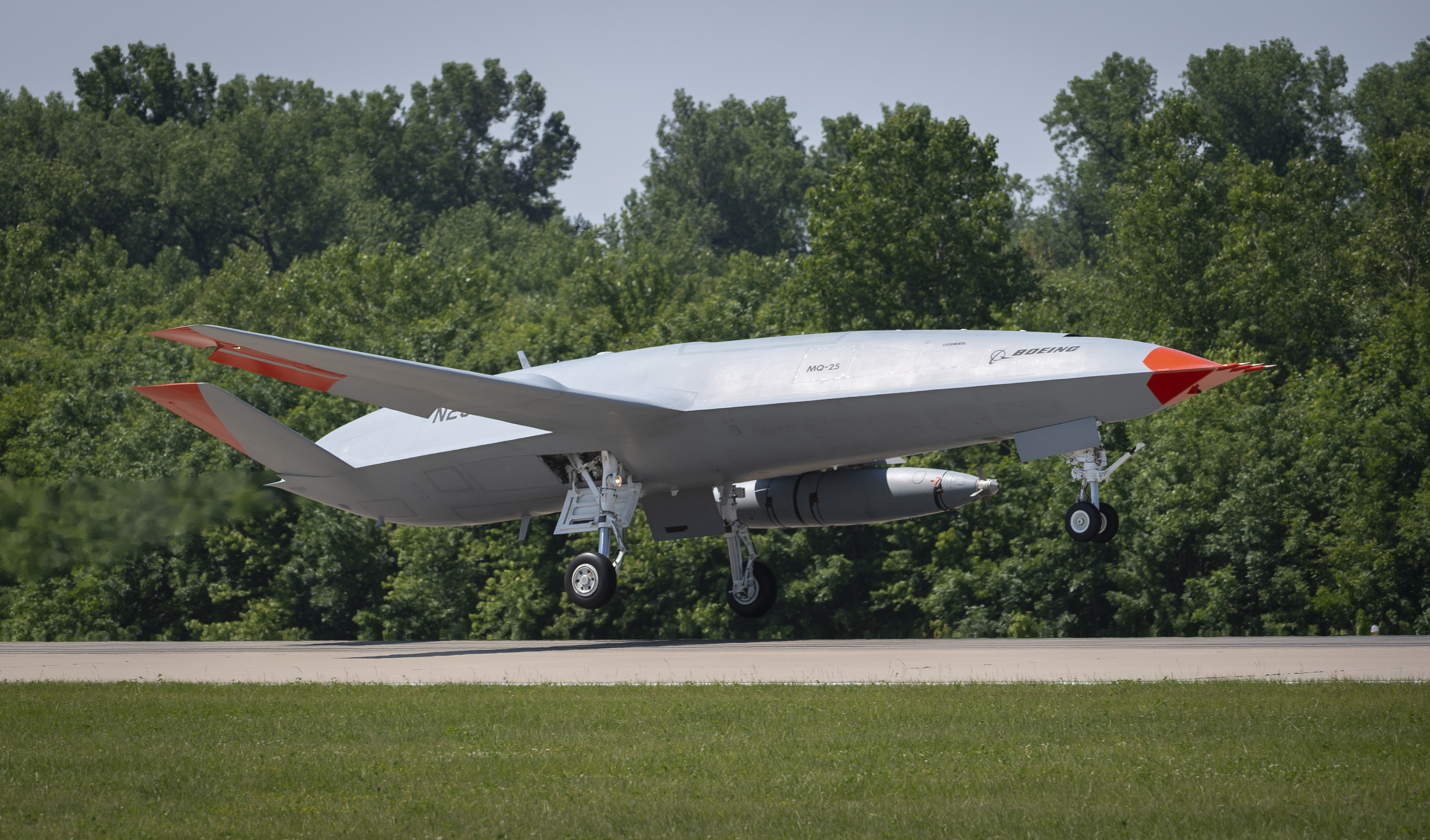
Test du Boeing MQ-25 T1 Stingray, le 4 juin 2021 à Mascoutah.

Premier ravitaillement en vol (4 juin 2021) : Le prototype du drone MQ-25 T1 ravitaille en vol un chasseur embarqué F/A-18 Super Hornet de l’US Navy. Il s'agit d'une première mondiale ,,.
Le 18 août 2021, un avion-radar E-2 est ravitaillé. Le 13 septembre 2021, un ravitaillement a lieu avec un chasseur F-35C.
Le 20 décembre 2021, les premiers essais à bord d'un porte-avions, le USS George H. W. Bush (CVN-77), se terminent,.